# إيرو يارنيفلت
إيرو يارنيفلت (بالفنلندية: Eero Järnefelt)‏ هو دبلوماسي وصحفي فنلندي، ولد في 3 مايو 1888، وتوفي في 28 يناير 1970.